# Калињи
Калињи (фр. Caligny) насеље је и општина у северној Француској у региону Доња Нормандија, у департману Орн која припада префектури Аржантан.
По подацима из 2011. године у општини је живело 851 становника, а густина насељености је износила 56,85 становника/km². Општина се простире на површини од 14,97 km². Налази се на средњој надморској висини од 109 метара (максималној 210 m, а минималној 89 m).

## Демографија
| 1962. | 1968. | 1975. | 1982. | 1990. | 1999. | 2011. |
| ----- | ----- | ----- | ----- | ----- | ----- | ----- |
| 683   | 738   | 718   | 757   | 832   | 870   | 851   |

График промене броја становника у току последњих година